# 皮亞沃奇諾耶湖 (莫斯科州)
55°36′49″N 39°50′5″E / 55.61361°N 39.83472°E
皮亞沃奇諾耶湖（俄语：Пиявочное），是俄羅斯的湖泊，位於該國西部，由莫斯科州負責管轄，處於沙圖拉區，長0.35公里、寬0.3公里，面積0.1平方公里，最大水深2.5米。